# Hàng không năm 1953
Đây là danh sách các sự kiện hàng không nổi bật xảy ra trong năm 1953:

## Chuyến bay đầu tiên
Tháng 1
- 5 tháng 1 - Ambrosini Sagittario

Tháng 3
- 2 tháng 3 - Sud-Ouest SO 9000 Trident

Tháng 4
- 9 tháng 4 - Convair XF2Y-1

Tháng 5
- 16 tháng 5 - Leduc O.21
- 25 tháng 5 - North American YF-100A

Tháng 6
- 14 tháng 6 - Blackburn Beverley

Tháng 9
- Lualdi-Tassotti ES 53
- Mooney M20
- 3 tháng 9 - Pilatus P-3

Tháng 10
- 13 tháng 10 - North American X-10
- 13 tháng - Short Seamew
- 24 tháng 10 - Convair YF-102

Tháng 12
- 14 tháng 12 - Miles Sparrowjet

## Bắt đầu hoạt động
Tháng 1
- 13 tháng 1 - Vickers Viscount trong BEA